# John Carlovitz Ames
John Carlovitz Ames (Bristol, Comtat d'Avon, 8 de gener de 1860 - Torquay, 21 de juliol de 1924) fou un pianista i compositor anglès.
Cursà els estudis de Música en la Universitat d'Edimburg i després els amplià al Conservatori de Stuttgart i a Dresden sota la direcció de Wüllner. Notable pianista, la seva obra de compositor compren l'òpera The Last Inca; dos concerts per a piano, un altre per a violí; música d'escena per als drames Richard II i Bonnie Dundee; diverses obres corals, i alguna música de cambra.